# جماعة الفرقان
جماعة الفرقان (بالفارسیة: گروه فرقان) هي إحدى الجماعات والتشكيلات التي كانت تزاول أعمالها في السبعينيات في إيران، وقد ظهرت مع انتصار الثورة الإيرانية بقيادة الإمام الخميني عام 1979. اتخذت هذه الجماعة موقفا راديكاليا ومتطرفا ضد رجال الدين. وقد نفذت سلسلة من عمليات الاغتيال التي استهدفت مسؤولين مدنيين وعسكريين ورجال دين كبار من قادة الثورة والنظام، مبررةً عملها بأن الثورة الإيرانية قد أختطفت من قبل رجال الدين الرجعيين، والتجار الأغنياء وشخصيات سياسية ليبرالية وماركسية.
ومن أشهر الشخصيات التي اغتالتها هذه الجماعة كان آية الله مرتضی مطهري رئیس المحاکم‌ الاسلامیة الثوریة وأحد الزعماء المدنیین، كما حاولت الجماعة اغتيال الرئيس الإيراني السابق علي أكبر هاشمي رفسنجاني ولكنها فشلت في اغتياله. لم يستمر نشاط هذه الجماعة  طويلاً، إذ بعد عام قبضت قوات الأمن الإيرانية على أفرادها الرئيسيين واعدمتهم.

## أفكارهم
ظهرت جماعة الفرقان مع انتصار الثورة الإيرانية بقيادة الإمام الخميني عام 1979. اعتمدت هذه الجماعة علی مسلك راديكالي ومتشدد وحاد ضد الثورة ورجال الدين. 
وكانت هذه الجماعة من أتباع فرقة الحجتية. فكانوا ينكرون عصمة الأئمة ويقفون ضد الاخوندية ورجال الدين. وكان شعارهم هو «إسلام دون الاخوند وإيران دون النفط». وقد دفعتهم أفكارهم إلی السلوك الإرهابي ولذلك قاموا بتنفيذ سلسلة من الاغتيالات ضد الشخصيات الإسلامية والثورية.

## الزعيم
كانت قيادة جماعة الفرقان بيد رجل دين متطرف باسم أكبر غودرزي. ولد غودرزي عام 1957 في مدينة أليغودرز بمحافظة لرستان. بدأ دراسته الدينية في مدينة خوانسار، ثم تابع تعليمه الديني في مدينة قم ثم في طهران. ولكن بعد فترة طُرد من المدرسة بسبب أفكاره وتوجهاته.
بدا نشاطه السياسي عام 1977. حيث بدا بتنظيم جلسات لتفسير القرآن في مساجد طهران. كانت تفاسيره مبتنية على ذوقه وابداعه الشخصي وكانت طرقه واساليبه خاصة في تفسيره للقران، حيث كان يحاول ان يعطي تفسيرا ماديا وثوريا من القرآن والمبادئ العقائدية الإسلامية. وبنفس الوقت كان يحاول لاجتذاب الاعضاء. وقد تمكن بان يترك اثرا كبيرا على افكار وآراء الشباب.
ثم قام بتاليف كتاب تفسيره للقرآن في 20 مجلد حين كان يبلغ من العمر ما يقارب خمسة وعشرين سنة.

## إغتيالاتهم
نفذت جماعة الفرقان سلسلة اغتيالات استهدفت مسؤولين مدنيين وعسكريين ورجال دين كبار من قادة الثورة والنظام. وقد كان آية الله مرتضى مطهري، أحد أبرز مثقفي الجمهورية الإسلامية في إيران الذي اغتالته هذه الجماعة.
عندما نشر زعيم هذه الجماعة أجزاءا في تفسير القرآن، واجههم المطهري بشدة واعتبرهم بأنهم خطراً علی الدين لأنهم يتصرفون في القرآن ويعتدون علی الوحي.
فقامت الجماعة بتهديده، ولكنه لم يهتم بتهديداتهم. فقامت الجماعة باغتياله عبر اطلاق النار علیه عندما كان يغادر منزل أحذ أصدقائه. وبعد فترة أعلنت الجماعة مسئوليتها عن الحادث، كما أعلنت ان قائمة الموت لديها تضم عددا اخرا من المسئولين الإيرانيين.
ثم قامت الجماعة باغتيال آية الله محمد مفتح، وآية الله قاضي الطباطبائي، وآية الله رباني الشيرازي، وكذلك العقيد سبهبد محمد ولي قرني، ومهدي العراقي.  وقد حاولت الجماعة اغتيال الرئيس الإيراني السابق علي أكبر هاشمي رفسنجاني ولكنها فشلت. كما يُنسب عملية اغتيال آية الله علي خامنئي، قائد الثورة الإسلامية وعبد الكريم الموسوي الأردبيلي لهؤلاء الجماعة أيضاً.